# Бритты

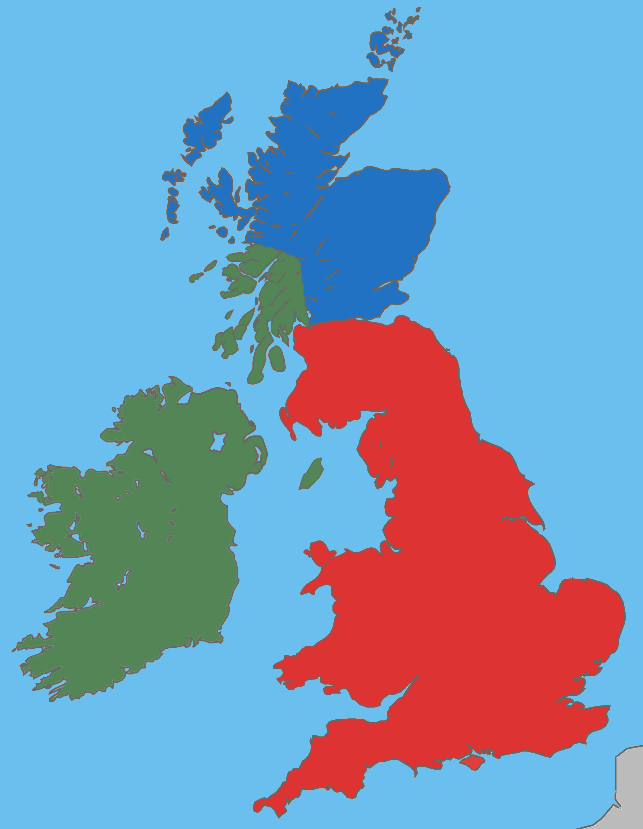
Британские острова во второй половине V века.
Красный: преимущественно бриттские территории.
Зелёный: преимущественно скоттские территории.
Синий: преимущественно пиктские территории.

Бри́тты (лат. Britto ед.ч.; возможно, от кельтск. brith — пёстрый, разный; либо от Pryden — самоназвание пиктов, англ. Britons, брет. Brezhoned, валл. Brythoniaid) — кельтские племена, составлявшие основное население Британии с VIII века до н. э. по V век н. э.
До римского завоевания жили общинно-родовым строем. Его пережитки бритты сохранили и во время римского господства (середина I века — начало V века). Мало поддаваясь романизации, бритты часто восставали против римского владычества. В ходе англосаксонского завоевания Британии (V—VI вв.) большая часть бриттов была вытеснена в Уэльс, Шотландию, Корнуолл и на полуостров Арморику (современная Бретань). Предположительно численность бриттов к началу ассимиляции составляла 2 млн, а численность пришельцев — не более 200 тыс.

## Этимология
Первые сведения о жителях Британии были представлены в записях Пифея, греческого географа, совершившего плавание вблизи берегов Британии между 330 и 320 гг. до н. э. Хотя ни одна из его записей не сохранилась, писатели и исследователи времён Римской империи часто ссылались на них. Пифей назвал острова αι Βρεττανιαι, а население этих островов — Πρεττανοι. Это слово было позаимствовано у галлов, которые, возможно, сами использовали его в качестве наименования для жителей островов. Возможно, слово имеет пиктское происхождение, так как самоназвание пиктов звучало Pryden.
После римского завоевания в 43 году латинское название острова звучало как Britanni или Brittanni.

## Письменные упоминания
О жителях Британии упоминает Страбон в своей Географии (4:5). Бриттов он сопоставляет с континентальными кельтами, однако находит их более высокими и менее светловолосыми. Он отмечает, что у них в изобилии молоко, но сыры они из него не делают. Бритты живут в лесах, огораживая свои поселения брёвнами. В качестве транспортного средства они используют колесницы.

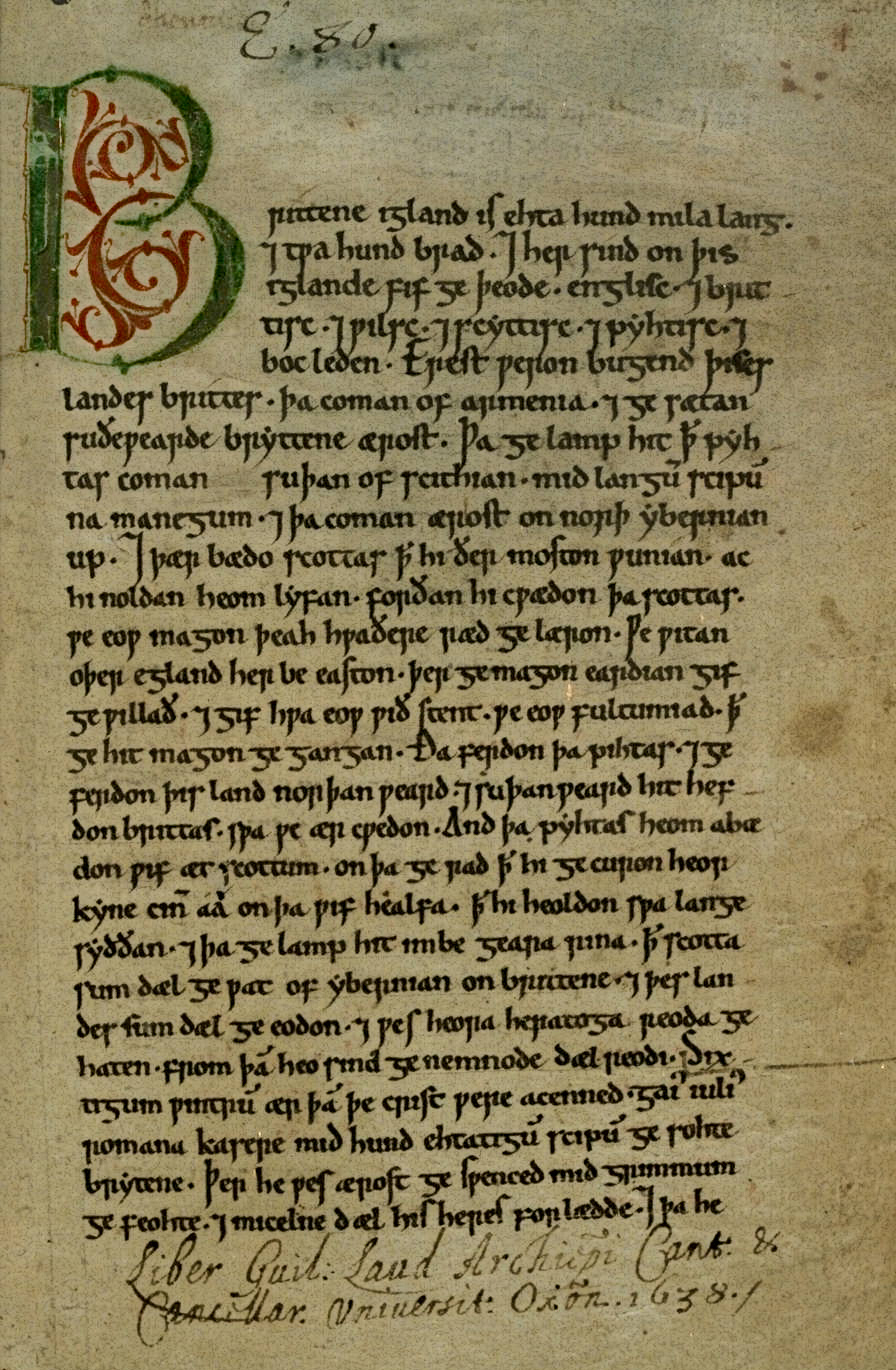
Начальная страница «Хроники Питерборо», англосаксонской хроники, где говорится о бриттах и их исходе из Арморики

Первое письменное упоминание бриттов, как отдельного народа, встречается в англосаксонских хрониках IX века, согласно этим текстам, бритты были выходцами из Арморики, полуострова во Франции.
«Англосаксонские хроники» были составлены по приказу короля Альфреда Великого, начиная с 890 года нашей эры, и в последующем добавлялись безымянными летописцами до середины XII века. Хроники начинаются следующими словами: «Остров Британия имеет восемьсот миль в длину и двести в ширину. На этом острове пять языков: английский, бритто-валлийский, скоттский, пиктский и латинский. Первыми обитателями острова были бритты, которые пришли из Арморики».

## Язык
Бритты разговаривали на бриттских языках. Бриттские языки, предположительно, были распространены на острове Великобритания вплоть до Клайда и Форта. Далее располагалась территория пиктов, язык которых остаётся малоисследованным. Кельтоязычное население Арморики состояло из переселенцев из Британии периода раннего Средневековья. Их язык развился в бретонский язык, близкий к валлийскому. Сейчас эта территория называется Бретань.
Бриттские языки развились из протокельтского языка. Надгруппа P-кельтских языков, к которой принадлежали и бриттские, отделилась от общекельтского древа ещё до переселения в Британию. После завоевания Британии римлянами бриттские языки испытали влияние латыни.
Некоторые лингвисты вводят понятия южного и юго-западного бриттского, объясняя дальнейшее развитие бриттских языков. Вследствие англосаксонского вторжения восточные диалекты бриттского были вытеснены. Западный и юго-западный развились в кумбрийский язык, валлийский язык, корнский язык и бретонский язык. В то время как валлийский, бретонский и корнский в той или иной степени сохранились по сей день, кумбрийский вымер в XII веке.

## Территория

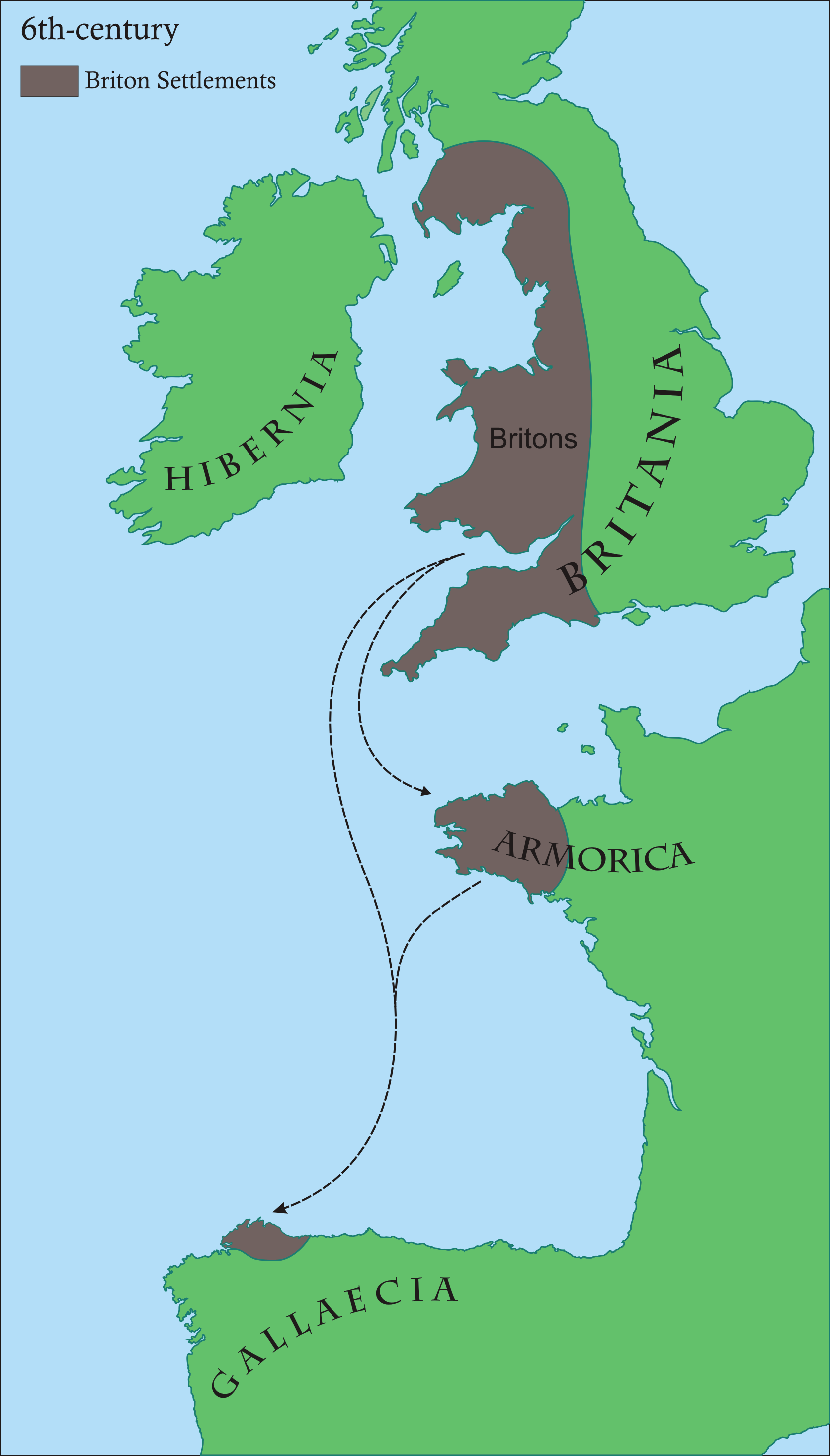
Эмиграция бриттов на континент (в Бретань и галисийскую Бритонию) во времена англосаксонского нашествия

Земли, населённые бриттами, состояли из множества неустойчивых территорий, подвластных различным племенам. Границы этих территорий до и во время Римского периода точно не определены, однако, предположительно, они включали в себя весь остров вплоть до Клайд-Форта на севере. Земли северней этих были населены пиктами, хотя часть из них позднее была включена в состав гэльского королевства Дал Риада. Остров Мэн также изначально был населён бриттами, однако в конечном итоге стал гэльской территорией. Вероятнее всего, что в Ирландии в это время повсеместно проживали гэльские племена.
В 43 году римляне вторглись в Британию. Бритты противостояли римским легионам, но к 84 году римляне завоевали остров вплоть до Клайд-Форта, где в 142—144 гг. построили Антонинов вал. Однако спустя всего лишь 60 лет они отступили на юг к Адрианову валу. Хотя бритты по большей части сохранили свои земли, они были подчинены римским управляющим. Римская империя удерживала контроль над Британией вплоть до начала V века.
Приблизительно одновременно с уходом римлян германоязычные англосаксы начали вторжение на восточное побережье Британии, где основали свои королевства. В итоге бриттский язык на этих землях был вытеснен языком англосаксов. В то же время некоторые бритты утвердились на территории нынешней Бретани. Там они образовывали свои небольшие королевства. Бритты также удерживали контроль над Корнуоллом и северо-западной Англией, где сохранились королевства Думнония и Регед. К концу первого тысячелетия англосаксы и гэлы завоевали большую часть бриттской территории в Британии, язык бриттов был практически повсеместно вытеснен, сохранившись лишь в Уэльсе, Корнуолле, некоторых районах Камбрии и Восточного Галлоуэя.
По данным Вадима Эрлихмана дольше всех из бриттского севера продержался Истрад Клут, который пал в 1034 году, бритты Корнуолла сохраняли остатки независимости до 1045 года, юг Уэльса Дехейбарт был покорен уже нормандскими феодалами в XI веке, а остальной валлийский Уэльс был окончательно покорён уже в ходе нормандской экспансии в 1282 году, но даже после этой даты валлийцы часто поднимали восстания и в начале XV века Оуэн Глендаур на короткое время вернул Уэльсу независимость. Мигрировавшие в Бретань в IV—V веках бритты образовали независимые государства, которые в 1048 году образовали зависимое от Франции герцогство Бретань, остававшееся под правлением местной династии до 1532 года (когда последняя герцогиня Анна Бретонская вышла замуж за Франциска I).

## Кельтские племена железного века в Британии

### Центральная Британия
- Добунны — современные Глостершир, Херефордшир, Оксфордшир и Уэст-Мидлендс
- Ицены — современные Норфолк, Саффолк и Кембриджшир
- Катувеллауны — современные Хартфордшир, Кембриджшир и Большой Лондон к северу от Темзы
- Коританы — современные Линкольншир, Лестершир и Стаффордшир
- Корновии — современные Чешир, Дербишир и Шропшир
- Паризии — современный Восточный райдинг Йоркшира
- Тринованты — современные Эссекс и Саффолк

### Северная Британия
- Бриганты — современные Йоркшир, Камбрия, Ланкашир и Дарем
- Вотадины — северный Нортумберленд, Скоттиш-Бордерс и Восточный Лотиан
- Дамнии — Стратклайд
- Каледонцы — Шотландское высокогорье

### Южная Британия
- Анкалиты — вероятно долина Темзы, западнее Лондона
- Атребаты (одно из белгских племён) — современный Хэмпшир, долина Темзы
- Белги — современные Хэмпшир и Глостершир
- Биброки — современный Беркшир
- Дуротриги — современные Сомерсет и Дорсет
- Думнонии (Думноны) — современные Девон, Корнуолл и Сомерсет
- Кантиаки (Кантии) — современный Кент
- Регнии — современные Суррей и Суссекс

### Западная Британия
- Гангании (одно из племён ордовиков) — полуостров Ллайн
- Декеанглии — современные Флинтшир и Денбишир
- Деметы — современные Пембрукшир, Кередигион и Кармартеншир
- Ордовики — северо-западный Уэльс: исторические Гвинед и северный Поуис
- Силуры — юго-восточный Уэльс: исторические Гламорган, Монмутшир и южный Поуис